# Енс (річка)
Енс (нім. Enns) — річка в Центральній Європі, права притока Дунаю.
Витік Енсу розташований у горах Низького Тауерну, на території австрійської федеральної землі Зальцбург. Далі річка тече в північно-східному напрямку територією Штирії в долині між гірськими грядами Східних Альп. На північ від Штайру Енс утворює кордон між Верхньою і Нижньою Австрією, які в середньовіччі були відомі як Австрія вище Енсу та Австрія нижче Енсу. Річка впадає в Дунай біля міст Маутхаузен і Енс.

## Каскад ГЕС
На річці розташовано ГЕС Weyer, ГЕС Гроссрамінг, ГЕС Losenstein, ГЕС Гіфлау, ГЕС Mühlrading, ГЕС Сент-Панталеон.

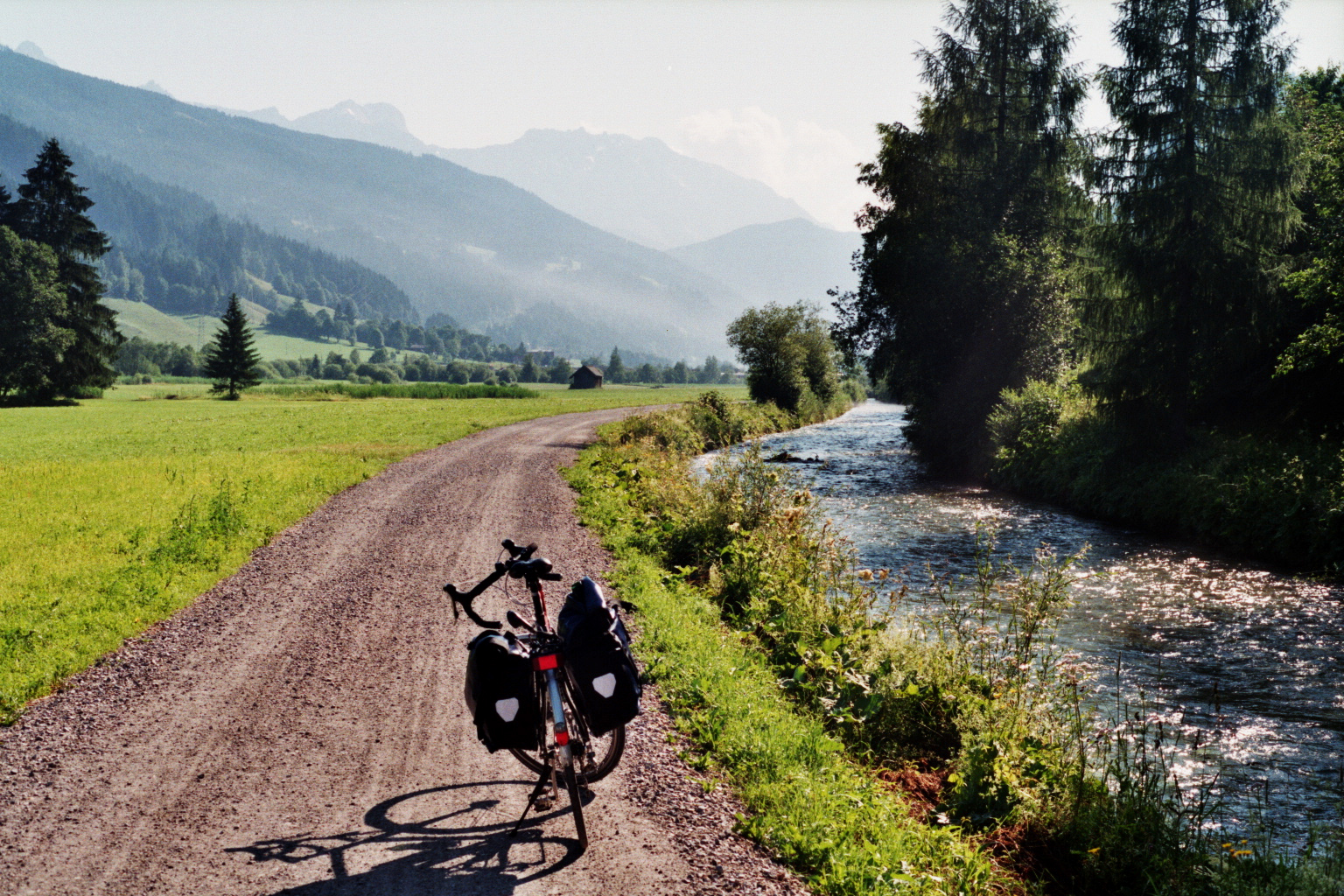
Верхня течія річки біля міста Радштадт
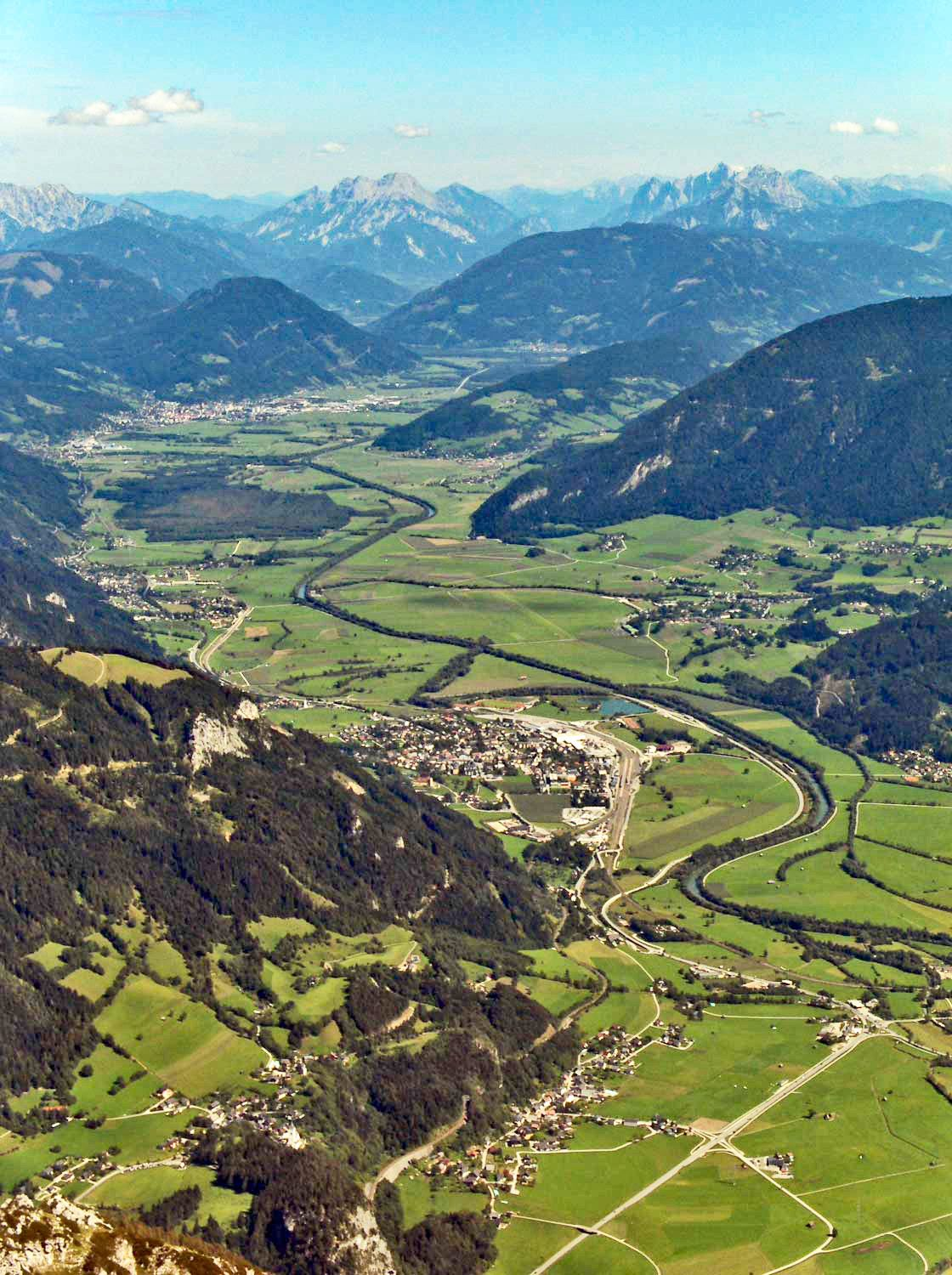
Енс у Штирії
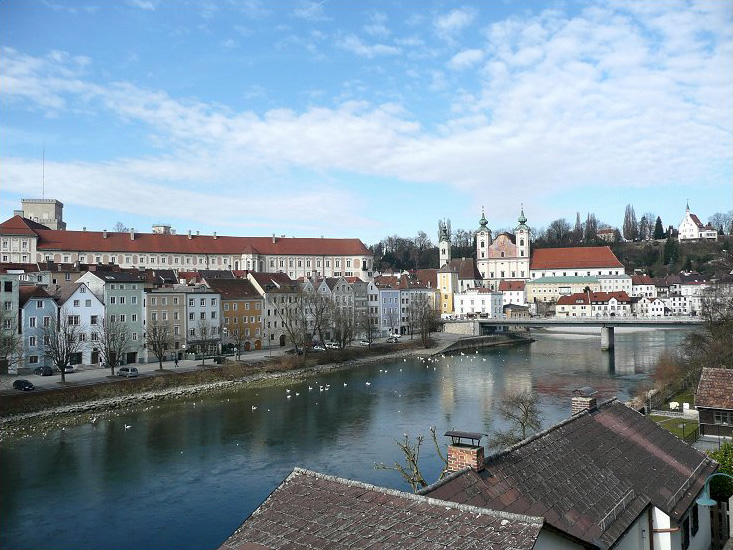
Енс у Штайрі